# تحلیل لثه

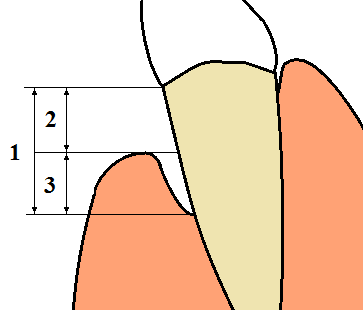
1: Total loss of attachment (clinical attachment loss, CAL) is the sum of 2: Gingival recession, and 3: Probing depth

تحلیل لثه عنوان بیماری‌ای در لثه است که در آن لبهٔ بافت نرم لثه به مرور زمان از موقعیت اولیه خود روی تاج دندان به سمت ریشهٔ دندان عقب می‌رود که نهایتاً به عریان‌شدن سطحی از ریشهٔ دندان منجر خواهد شد. شکل و ضخامت بافت لثه، تروما، بیماری‌های لثه‌ای التهابی و نیروهای جوندگی در ایجاد این عارضه مؤثر هستند.
تحلیل لثه معمولاً در افراد بزرگسال و پس از دورهٔ جوانی رخ می‌دهد، با این حال در کودکان هم ممکن است مشاهده شود. رعایت نکردن بهداشت یا افراط در آن و ضعیف شدن سیستم ایمنی بدن از عوامل شناخته‌شدهٔ تحلیل لثه هستند.